# Quận Clay, Minnesota
Quận Clay là một quận Minnesota, Hoa Kỳ. Quận lỵ đóng ở 6. Theo điều tra dân số năm 2000 của Cục Thống kê Dân số Hoa Kỳ, quận có dân số người 2.

## Địa lý
Theo Cục Thống kê Dân số Hoa Kỳ, quận có diện tích tổng cộng km2, trong đó có km2 là diện tích mặt nước.